# West Rancho Dominguez, Kalifornien
West Rancho Dominguez är en ort (CDP) i Los Angeles County, i delstaten Kalifornien, USA. Enligt United States Census Bureau har orten en folkmängd på 5 669 invånare (2010) och en landarea på 4,3 km².